# Haut-le-Vent
Pour plus de détails, voir Fiche technique et Distribution.
Haut-le-Vent est un film français réalisé par Jacques de Baroncelli, sorti en 1942.

## Synopsis
En 1906, François quitte le pays basque avec son père qui a décidé de s'installer en Argentine à la suite d'un incident l'ayant opposé à Esteban. Devenu un puissant industriel, il revient en France en 1940 à l'occasion de la signature d'un contrat. Il apprend que le domaine de Haut-le-Vent, occupé par sa tante Anna, lui revient. Accueilli avec méfiance par les villageois, il parviendra à se rendre sympathique et décidera de rester dans le domaine avec Gisèle, la fille d'Esteban.

## Fiche technique
- Titre : Haut-le-Vent
- Réalisation : Jacques de Baroncelli
- Scénario : José Germain, d'après le roman de Jean Vignaud
- Dialogues : Paul Vialar
- Photographie : Georges Million
- Montage : Yvonne Martin
- Son : Lucien Lacharmoise
- Décors : Pierre Marquet
- Musique : Henri Goublier
- Société de production : Les Films Minerva
- Pays de production :  France
- Format :  Noir et blanc - 1,37:1 - 35 mm - son mono
- Durée : 81 minutes
- Date de sortie :
  - France  : 23 décembre 1942
- Affiche : Pierre Segogne (France)

## Distribution
- Charles Vanel : François
- Mireille Balin : Gisèle
- Marcelle Géniat : Anna
- Gilbert Gil : Joachim
- Francine Bessy : Héléna
- Marcel Vallée : le curé
- André Carnège
- Maxime Fabert
- François Joux
- Albert Michel : Un passager du bateau
- Georges Péclet
- Cécilia Paroldi

## Autour du film
- Charles Vanel, agacé par la médiocrité du scénario quitta le tournage le premier jour en déclarant ne plus vouloir tourner dans le film. Une commission arbitrale fut nommée pour régler le litige entre le producteur et l'acteur principal. Il fut décidé de faire retravailler le scénario de José Germain par Paul Vialar[1].